# Birthday (chanson de Katy Perry)
Pour les articles homonymes, voir Birthday.
Singles de Katy Perry
Dark Horse
(2014) This Is How We Do
(2014)
Pistes de Prism
Legendary Lovers Walking on Air
Birthday est une chanson disco de la chanteuse américaine Katy Perry enregistrée pour son quatrième album studio, Prism (2013). Elle a été écrite par Katy Perry, Bonnie McKee et les producteurs Dr. Luke, Max Martin, et Cirkut. Les critiques, ainsi que Perry elle-même, ont comparé le titre à des œuvres de Prince et de Mariah Carey. À travers les doubles sens dans les paroles de « Birthday », Perry fait des références sexuelles dans un texte célébrant l'anniversaire de son partenaire. La chanson a été envoyée par Capitol aux radios le 21 avril 2014, en tant que quatrième single de l'album. Katy Perry l'interprètera en live pour la première fois lors de son premier show à Belfast dans le cadre de son Prismatic World Tour.
À sa sortie, Birthday a reçu principalement des avis positifs des critiques musicaux, qui appréciaient la mélodie, mais qui désapprouvaient parfois les références sexuelles. Après la sortie de « Prism », « Birthday » est entrée dans le hit-parade sud-coréen et français. À la suite de sa sortie en tant que single officiel, le titre est devenu un succès commercial moyen dans le monde entier. Il atteint le top 30 en Australie, au Royaume-Uni et aux Pays-Bas, le numéro 17 sur le classement américain « Billboard Hot 100 », et le numéro 7 sur le classement «Canadian Hot 100 ». Un clip de la chanson a été publié le 24 avril 2014. Principalement filmé avec des caméras cachées, il montre Perry déguisée en 5 personnes différentes à différents anniversaires et fêtes.

## Genèse
« Birthday » a été écrite par Katy Perry elle-même, Bonnie McKee, Cirkut, Dr. Luke, et Max Martin. Ces trois derniers ont produit la chanson et contribué à l'instrumentation. Steven Wolf jouait de la batterie, pendant que les « Saturday Night Live Band (en) » jouaient d'instrument à vent, arrangés par Lenny Pickett et travaillées par Dave O'Donnell. La conception audio a été réalisée par Peter Carlsson, Clint Gibbs, Sam Holland, et Michael Illbert. Le titre a finalement été mixé par Serban Ghenea au studio MixStar à Virginia Beach, accompagné par l'ingénieur du son mixeur, John Hanes. La chanson en elle-même a été enregistrée dans différents studios, comme Luke's in the Boo à Malibu, Conway Recording Studios à Hollywood, Playback Recording Studio à Santa Barbara, MXM Studios à Stockholm et au Secret Garden Studios à Montecito.

## Sortie
La chanson est découverte sur la toile le 16 octobre 2013, soit 2 jours avant la sortie officielle de l'album Prism. Le 3 avril 2014, la chanteuse annonce sur son compte Twitter que « Birthday » serait publiée en tant que quatrième single de l'album. Elle poste l'image de couverture du single à la même occasion. Celle-ci est basée sur une photographie prise vers 1990 pendant un anniversaire, dans laquelle une Katy Perry blonde et sa sœur Angela Hudson sourient à l'appareil photo. Des ballons en forme de lettre ont été rajoutés sur l'image pour écrire le nom de Katy Perry. Le nom du titre apparaît quant à lui avec des bougies en forme de lettres sur un gâteau fleuri. Pour promouvoir le single, une vidéo musicale a été mis en ligne sur le compte Vevo de Katy Perry le 10 avril 2014. Il montre divers gâteaux et bonbons —entre autres confiseries— décorés avec les paroles de la chanson, et se termine avec Katy Perry soufflant la dernière bougie d'un gâteau.

## Composition
D'une durée de trois minutes et trente-cinq secondes (3:35), « Birthday » est principalement de style disco. La chanson est d'une tonalité Si majeur et suit la progression Emaj9–C♯m7–Emaj9–C♯m7–B avec un tempo de 126 battements par minute. La gamme vocale de Perry s'étend de B3 à F♯5. Pendant une répétition à New York pour Prism, Katy Perry a décrit « Birthday » comme une « tentative d'écrire » une chanson que l'auteur et chanteuse américaine Mariah Carey aurait pu inclure dans son album éponyme. Depuis sa sortie, sa composition y a été beaucoup comparée, ainsi qu'à des œuvres de Prince ou du duo Wendy and Lisa.
« Birthday » contient des éléments de funk-pop, synth pop et disco house. La chanson est soutenue par une instrumentation « occupée mais dynamique » incluant une « profonde impulsion rythmique ». Randall Roberts du Los Angeles Times ressenti « Birthday » comme une version musicalement mise à jour du disco, terminée en remplaçant les « cordes ringardes » par « des interruptions brusques et un lavage au synthé ». Ses « heureuses » paroles présentent la célébration de l'anniversaire de son compagnon comme une métaphore d'un rapport sexuel. Le pont dans les paroles de « Birthday », dans lequel Perry chante « Let me get you in your birthday suit / It's time to bring out the big balloons » c'est-à-dire « Laisse-moi t'aider à mettre ton costume d'anniversaire / C'est l'heure de sortir les gros ballons », a été jugé par Ben Rattliff comme visant à ressembler au travail du groupe français Daft Punk.

## Accueil critique

### Critiques positives
Stephen Thomas Erlewine de AllMusic et Kitty Empire du The Guardian ont qualifié « Birthday » de l'un des meilleurs titres de Prism : Erlewine l'a décrit comme une « glorieuse explosion rétro-disco », et Empire a trouvé dans la chanson un « simpatisme[Quoi ?] féminin » qui la soutient.
Marah Eakin de The A.V. Club a estimé que le morceau était « un pur plaisir ».
Jason Lipshutz de Billboard l'a qualifié de « stupéfiant à l'état pur », ajoutant que la chanson « sert de réponse (supérieure) de la musique pop à « Everyday Birthday » de Swizz Beatz ».
Chris Bosman de Consequence of Sound a écrit que la chanson était une « jam disco irrépressible » et l'a trouvée supérieure à l'album Kiss (2012) de Carly Rae Jepsen.
Jon Dolan de Rolling Stone a noté que « l'effervescence ensoleillée » de Teenage Dream était présente sur la chanson.
Sal Cinquemani de Slant Magazine a déclaré que la chanson « sexy et enjouée » était « contrebalancée par des paroles saumâtres ».
Alexis Petridis de The Guardian a estimé que la chanson ressemblait à un remix d'une chanson de Mariah Carey, mais a complimenté ses mélodies pour être « significativement plus fortes » que celles de l'album de Jessie J, Alive (2013).
Evan Sawdey de PopMatters a jugé que « Birthday » était la « chose la plus entraînante » de Prism, mais il a également pensé qu'il s'agissait d'une « réécriture » du tube de Jessie J « Domino » et de l'ancienne chanson de Perry « Last Friday Night (T.G.I.F.) ».
Lewis Corner de Digital Spy l'a classée comme un « bijou pop ».
Melinda Newman de HitFix lui a donné une note de B+, la qualifiant de « confiserie pop délectable ».
James Reed du Boston Globe a qualifié les paroles à double entente de la chanson d'« hilarantes ».
Christina Garibaldi de MTV News a écrit que Perry « continue à se surpasser » avec la vidéo et a qualifié l'« approche » de la vidéo de « créative, amusante et assez hystérique ».
Pour Consequence of Sound, Chris Coplan a qualifié le visuel d'« incroyable » et l'a décrit comme une version « moins grinçante et fastidieuse » de The Master of Disguise.
Zach Frydenlund, auteur de Complex, a fait remarquer que la vidéo « tenait ses promesses » et a considéré que le look du personnage de Goldie était « plutôt sympa ».

### Critiques négatives
Rob Harvilla de Spin a critiqué la « sensualité » de la chanson, qu'il a décrite comme étant « une sorte de sensualité décalée, d'école primaire, gaffeuse, avec un bonnet en guise d'hélice ».
Daniel D'Addario de Salon a critiqué le personnage de Yosef Shulem, le dénonçant comme un « stéréotype juif ». Il a noté que Perry avait déjà été au centre d'une controverse pour s'être déguisée en geisha lors d'une représentation de « Unconditionally » en 2013, et a remis en question sa décision de représenter Yosef. Nolan Feeman, écrivant pour Time, a plaisanté, « les juifs ne sont pas des costumes » et a trouvé que la vidéo détournait l'attention de la chanson.
Ariana Bacle, de Entertainment Weekly, a qualifié le personnage d' « antisémite » et a suggéré que Perry arrête de se faire passer pour des membres d'autres cultures.

## Clip vidéo
Le 24 avril 2014, à 19 heures, le clip est publié sur la chaîne Vevo de la chanteuse. Il s'agit de caméras cachées dans lesquelles Katy s'invite à des anniversaires déguisés et en anonyme. Katy Perry joue le rôle de 5 personnages complètement décalés : Goldie, Yosef, Kriss, Ace et Mandee.
Le clip a dépassé les 1 900 000 vues en 24 heures.

## Performance au charts
Lors de la sortie de Prism, grâce aux fortes ventes de téléchargements numériques, « Birthday » est entré dans le classement des singles en France et en Corée du Sud. Elle a fait ses débuts au Syndicat National de l'Édition Phonographique à la 160ᵉ place et y est restée une semaine" />. En Corée du Sud, elle a atteint la 51ᵉ place du Gaon International Chart avec des téléchargements numériques de 3 089 copies" />.
Avant d'être publiée en tant que single, la chanson a fait ses débuts dans le classement Billboard Hot 100 du 16 avril 2014, au numéro 91. Une semaine plus tard, la chanson est passée au numéro 83. La semaine suivante, elle passe de la 83ᵉ à la 37ᵉ place" />. Elle atteint la 17ᵉ place du Hot 100, devenant ainsi sa 15ᵉ entrée dans le top 20 du classement[30]. La chanson a atteint la première place du classement Hot Dance Club Songs, portant à 14 le nombre de chansons numéro 1 consécutives dans les clubs de danse qu'elle a enregistrées. La chanson s'est vendue à plus de 1 000 000 d'exemplaires aux États-Unis, ce qui lui a valu d'être certifiée disque de platine par la Recording Industry Association of America (RIAA)" />.

## Conception et tournage
Le clip officiel de « Birthday » a été réalisé par Marc Klasfeld et Danny Lockwood ; Dawn Roseétait le producteur, tandis que Nicole Acacio était le producteur exécutif. Richard Alarcón était le monteur, Tony Gardner le maquilleur et Joseph Robbins le directeur de la photographie. Pour la vidéo, qui a été filmée en avril 2014, Perry a joué les personnages de cinq animateurs de fêtes, apparaissant dans cinq fêtes différentes. Ceci est similaire à la série télévisée britannique pour enfants Gigglebiz consistant en le même format de distribution que ce que Justin Fletcher a fait avec les personnages de l'émission. Il s'agit d'une femme âgée burlesque nommée Goldie, d'un maître de cérémonie juif nommé Yosef Shulem, d'un clown nommé Kriss, d'un dresseur d'animaux nommé Ace et d'une maquilleuse nommée Princesse Mandee. Afin de se transformer physiquement en chaque personnage, Perry s'est fait maquiller durant sept heures au maximum par le maquilleur Tony Gardner.
Les fêtes auxquelles Perry a assisté étaient réelles et les participants ignoraient la présence de Perry ; les organisateurs de ces fêtes pensaient qu'ils s'étaient inscrits pour participer à une émission de téléréalité intitulée « Birthday Blowouts ». De même, la majorité des événements qui se sont déroulés pendant le visuel ont été mis en scène à l'insu des organisateurs et des invités des fêtes. Par exemple, l'accident de voiture qui se produit dans la vidéo a effrayé et fait pleurer plusieurs enfants qui l'ont observé. Perry a déclaré que la vidéo était « très complexe à réaliser et à tourner » et qu'elle était « la plus folle » à ce jour. Un teaser de la vidéo qui présentait les personnages a été publié le 22 avril 2014, tandis que la vidéo complète a été révélée deux jours plus tard.

## Synopsis
Le clip commence par de brèves présentations des alter ego de Perry : Goldie, Yosef, Kriss, Ace et Mandee. On voit ensuite Perry, déguisé en « cinq des pires animateurs d'anniversaires du monde », entrer dans toutes les fêtes. Dans le clip, de façon chronologique, voici les événements qui s'y passent :  
- Lors du 90ᵉ anniversaire d'un homme, Goldie émerge d'un gros gâteau d'anniversaire et commence à lui faire un lapdance ;
- Lors de l'anniversaire d'un enfant, Kriss le clown tente de créer des animaux en ballon ;
- Ace, le dresseur d'animaux, présente à un groupe d'enfants une boîte de souris avant de faire semblant d'en manger une, ce qui fait pleurer un enfant ;
- À la fête d'un autre enfant, Princesse Mandee peint le visage d'une fille de façon incompétente ;
- Goldie commence à souffrir de problèmes respiratoires ;
- Et Yosef fait le «worm» - qui s'apparente à un mouvement de danse - à la Bar Mitzvah d'un garçon ;
- Goldie arrache la prothèse de jambe d'un homme et se met à jouer de l'air guitar avec ;
- Et Kriss s'écrase contre une table avant de boire de l'alcool derrière un arbre.
- Lors de la fête d'un vieillard, Goldie s'effondre et une femme tente d'utiliser un défibrillateur sur elle ;
- En essayant de frapper une piñata, Kriss marche sur la route et provoque un accident de voiture, ce qui choque les participants à la fête ;
- À la cage à caresses, Ace laisse une chèvre en liberté qui défèque et urine sur le sol ;
- Pendant ce temps, Goldie laisse tomber un gâteau d'anniversaire sur un homme de 90 ans ;
- Yosef est ensuite montré en train de faire du beatbox à la Bar Mitzvah ;
- La princesse Mandee enlève son chapeau, sa perruque et son masque et se révèle être Perry, ce qui fait hurler les enfants de plaisir ;
- Goldie mange un gâteau avec le vieil homme, avant de le chevaucher sur son fauteuil roulant ;
- À la fin de la chanson, la princesse Mandee et les enfants disent « Joyeux anniversaire » à la caméra ;
- Pendant le générique, les cinq alter ego de Perry dansent et se synchronisent sur une version remixée de la chanson.

## Performances en live
La chanson « Birthday » a été interprétée en première partie lors du Prismatic World Tour, la troisième tournée de concerts de Perry.
Elle a été interprétée lors de Newcastle upon Tyne, et diffusée en direct lors des Billboard Music Awards 2014.
Le 25 mai 2014, Perry a interprété la chanson lors du Big Weekend de BBC Radio 1 à Glasgow.